# King of Pro Wrestling 2015
L’édition 2015 de King of Pro Wrestling est une manifestation de catch télédiffusée et visible en paiement à la séance ou en streaming payant via Ustream ou sur New Japan Pro Wrestling World (en). L'événement, produit par la New Japan Pro Wrestling (NJPW), a eu lieu le 12 octobre 2015 au Ryōgoku Kokugikan à Tokyo, dans la région de Kantō. Il s'agit de la quatrième édition de King of Pro Wrestling.

## Contexte
Les spectacles de la New Japan Pro Wrestling en paiement à la séance sont constitués de matchs aux résultats prédéterminés par les scénaristes de la NJPW. Ces rencontres sont justifiées par des storylines — une rivalité avec un catcheur, la plupart du temps — ou par des qualifications survenues dans les shows précédents. Tous les catcheurs possèdent une gimmick, c'est-à-dire qu'ils incarnent un personnage gentil ou méchant, qui évolue au fil des rencontres. Un pay-per-view comme King of Pro Wrestling est donc un événement tournant pour les différentes storylines en cours.

### Kazuchika Okada contre A.J. Styles
Lors de Dominion 7.5, Kazuchika Okada remporte le IWGP Heavyweight Championship en battant A.J. Styles. Le 16 août, le Bullet Club (A.J. Styles, Doc Gallows et Karl Anderson) battent Kazuchika Okada et The Kingdom (Michael Bennett et Matt Taven). Le 24 août, le match revanche entre les deux protagonistes est annoncé.

## Tableau des matchs
| # | Matchs, | Stipulations                                                            | Temps |
| - | --- | ----------------------------------------------------------------------- | ----- |
| 1 | Jushin Thunder Liger, Kushida, Máscara Dorada, Ryusuke Taguchi et Tiger Mask battent Yohei Komatsu, Juice Robinson, Sho Tanaka, David Finlay et Jay White    | Ten Man Tag Team match                                                  | 8:47  |
| 2 | Tomoaki Honma bat Yoshi-Hashi | Match simple                                                            | 8:55  |
| 3 | Yuji Nagata, Manabu Nakanishi et TenKoji (en) (Hiroyoshi Tenzan et Satoshi Kojima) battent Captain New Japan, Hirooki Goto, Katsuyori Shibata et Kota Ibushi | Eight Man Tag Team match                                                | 12:12 |
| 4 | reDRagon (Kyle O'Reilly et Bobby Fish) (c) battent Roppongi Vice (Baretta & Rocky Romero)                                                                    | Match par équipe pour les IWGP Junior Heavyweight Tag Team Championship | 15:21 |
| 5 | Kenny Omega (c) (avec Cody Hall) bat Matt Sydal | Match simple pour le IWGP Junior Heavyweight Championship               | 15:26 |
| 6 | Chaos (Shinsuke Nakamura, Toru Yano et Kazushi Sakuraba) battent Bullet Club (Bad Luck Fale, Doc Gallows, Karl Anderson) (avec Tama Tonga)                   | Six Man Tag Team match                                                  | 7:03  |
| 7 | Tomohiro Ishii bat Togi Makabe (c) | Match simple pour le NEVER Openweight Championship                      | 17:54 |
| 8 | Hiroshi Tanahashi (avec Captain New Japan) bat Tetsuya Naito (avec Evil)                                                                                     | Match simple pour être challenger au IWGP Heavyweight Championship      | 19:55 |
| 9 | Kazuchika Okada (c) bat A.J. Styles (avec Bullet Club) | Match simple pour le IWGP Heavyweight Championship                      | 30:15 |